# Command & Conquer: Generals 2
Command & Conquer: Generals 2 è un videogioco di strategia in tempo reale, esclusivamente per Microsoft Windows, della serie di Command & Conquer, sequel di Command & Conquer: Generals  ed è stato ufficialmente cancellato da Electronic Arts il 29 ottobre 2013 a causa di feedback negativo durante il periodo di Alpha. Il gioco avrebbe introdotto contenuti scaricabili, tra cui nuove mappe, unità e missioni. Lo sviluppo era stato affidato a Victory Games (ex BioWare Victory), mentre la pubblicazione alla Electronic Arts. Lo studio Victory Games è stato chiuso, insieme alla cancellazione del gioco, il 29 ottobre 2013.

## Modalità di gioco
Il gioco sarebbe dovuto tornare sulla "vecchia" strada della serie Command & Conquer, dopo le numerose modifiche introdotte con Command & Conquer 4: Tiberian Twilight, come, per esempio, la rimozione della costruzione degli edifici. Si sarebbe tornati quindi a raccogliere le risorse dal terreno e a formare grandi eserciti. Si sarebbe potuto inoltre decidere di comandare una fra tre fazioni, l'Unione europea, la GLA (Global Liberation Army) e l'APA (Asian Pacific Alliance), con la possibilità di scegliere innumerevoli sottocategorie di Generali. Il gioco, al lancio, sarebbe dovuto basarsi su tattiche già viste con i suoi predecessori, C&C Generals e C&C Generals: Zero Hour, utilizzando unità di terra e unità aeree.

## Sviluppo
Il primo annuncio ufficiale di un nuovo Command & Conquer, avvenne nel febbraio 2011 quando la Electronic Arts annunciò la formazione di un nuovo studio denominato Victory Games. Inizialmente il gioco fu battezzato con il nome di Command & Conquer: Generals 2, venne formato il primo Team di sviluppo e venne divulgato il primo trailer ufficiale. Il gioco è stato elaborato dal Team Bioware Victory, mentre la distribuzione è stata affidata alla Electronic Arts. Nel novembre 2012 venne annunciato che lo studio BioWare Victory sarebbe tornato a chiamarsi con il suo nome originale, Victory Games. Il 29 ottobre 2013 venne annunciata la cancellazione di Command & Conquer (2013) e la chiusura di Victory Games.

### Modello free-to-play
Il 15 agosto 2012, venne annunciato che il gioco sarebbe stato riproposto con il modello del free-to-play, cambiando inoltre il nome in Command & Conquer. Il modello di gioco free-to-play dà la possibilità ad ogni giocatore di gestire le proprie risorse in base alle proprie scelte, inoltre consente continui miglioramenti in base ai feedback. Nonostante il gioco sarebbe stato basato sul free-to-play, doveva essere il primo gioco ufficiale ad utilizzare una grafica AAA (Tripla A), in quanto alimentato dal motore grafico Frostbite 2.
Il videogioco, come annunciato, doveva essere ampliato di continuo: oltre al gioco che doveva essere distribuito nel corso del 2013, sarebbero state aggiunte in seguito nuove mappe, nuovi generali da utilizzare e molti altri elementi oltre che delle patch di aggiornamento. Il tutto si sarebbe basato sulla connessione Internet con modalità di gioco multigiocatore online; probabilmente sarebbero state prodotte anche una mini campagna e forse una modalità in Single Player. Oltre al gioco di base PvP, erano previste altre modalità di gioco, come deathmatch, Co-Op, conquista e difendi la bandiera in una o più aree della mappa. Infine, rispetto ai giochi precedenti, erano previste mappe di grandi dimensioni, con effetti speciali particolari e molto dettagliati. Il gioco è stato cancellato a causa del feedback negativo raccolto da EA durante la fase di Alpha test.